# 3-й истребительный авиационный корпус
3-й истреби́тельный авиацио́нный Никопольский орденов Суворова и Кутузова ко́рпус (3-й иак) — соединение Военно-Воздушных сил (ВВС) Вооруженных Сил РККА, принимавшее участие в боевых действиях Великой Отечественной войны.

## Наименования корпуса
- 3-й истребительный авиационный корпус;
- 3-й истребительный авиационный Никопольский корпус;
- 3-й истребительный авиационный Никопольский ордена Суворова корпус;
- 3-й истребительный авиационный Никопольский орденов Суворова и Кутузова корпус;
- 71-й истребительный авиационный Никопольский орденов Суворова и Кутузова корпус;
- Войсковая часть полевая почта 15552;
- Войсковая часть полевая почта 79552 (с сентября 1955).

## Создание корпуса
Корпус начал формирование на основании приказа НКО СССР 10 декабря 1942 года и полностью завершил формирование 31 декабря 1942 года путём придания ему авиационных соединений, частей и подразделений.

## Переформирование корпуса
В соответствии с Директивой ГШ от 10 января 1949 года 3-й Никопольский орденов Суворова и Кутузова II степени истребительный авиационный корпус переименован в 71-й Никопольский орденов Суворова и Кутузова II степени истребительный авиационный корпус

## В действующей армии
В составе действующей армии корпус находился 608 дней в периоды:
- с 7 апреля 1943 года по 22 июня 1943 года, всего 77 дней
- с 9 июля 1943 года по 3 августа 1943 года, всего 26 дней
- с 1 сентября 1943 года по 12 мая 1944 года, всего 255 дней
- с 22 июня 1944 года по 9 сентября 1944 года, всего 80 дней
- с 21 ноября 1944 года по 9 мая 1945 года, всего 170 дней

## Командир корпуса
- дважды Герой Советского Союза генерал-лейтенант авиации Савицкий Евгений Яковлевич[2], период нахождения в должности с 01 декабря 1942 года по октябрь 1947 года
- генерал-майор авиации Туренко Евгений Георгиевич[3], период нахождения в должности с октября 1947 года по январь 1949 года

## В составе объединений
| Объединение                                                          | Период                  |
| -------------------------------------------------------------------- | ----------------------- |
| Авиация Резерва Верховного Главного Командования                     | 10.12.1942 — 07.04.1943 |
| 17-я воздушная армия Юго-Западного фронта                            | 07.04.1943 — 16.04.1943 |
| 4-я воздушная армия Северо-Кавказского Фронта                        | 16.04.1943 — 22.06.1943 |
| 5-я воздушная армия Степного Военного Округа                         | 22.06.1943 — 09.07.1943 |
| 5-я Воздушная армия Степного фронта                                  | 09.07.1943 — 03.08.1943 |
| Авиация Резерва Верховного Главного Командования                     | 03.08.1943 — 01.09.1943 |
| 8-я воздушная армия Южного фронта                                    | 01.09.1943 — 20.10.1943 |
| 8-я воздушная армия 4-го Украинского фронта                          | 20.10.1943 — 12.05.1944 |
| 8-я воздушная армия Резерва Верховного Главного Командования         | 12.05.1944 — 22.06.1944 |
| 1-я воздушная армия 3-го Белорусского Фронта                         | 22.06.1944 — 09.09.1944 |
| 6-я воздушная армия Резерва Верховного Главного Командования         | 09.09.1944 — 31.10.1944 |
| Авиация Резерва Верховного Главного Командования                     | 31.10.1944 — 21.11.1944 |
| 16-я воздушная армия 1-го Белорусского Фронта                        | 21.11.1944 — 10.06.1945 |
| 16-я воздушная армия Группы Советских Оккупационных Войск в Германии | 10.06.1945 — 10.01.1949 |

## Соединения, части и отдельные подразделения корпуса

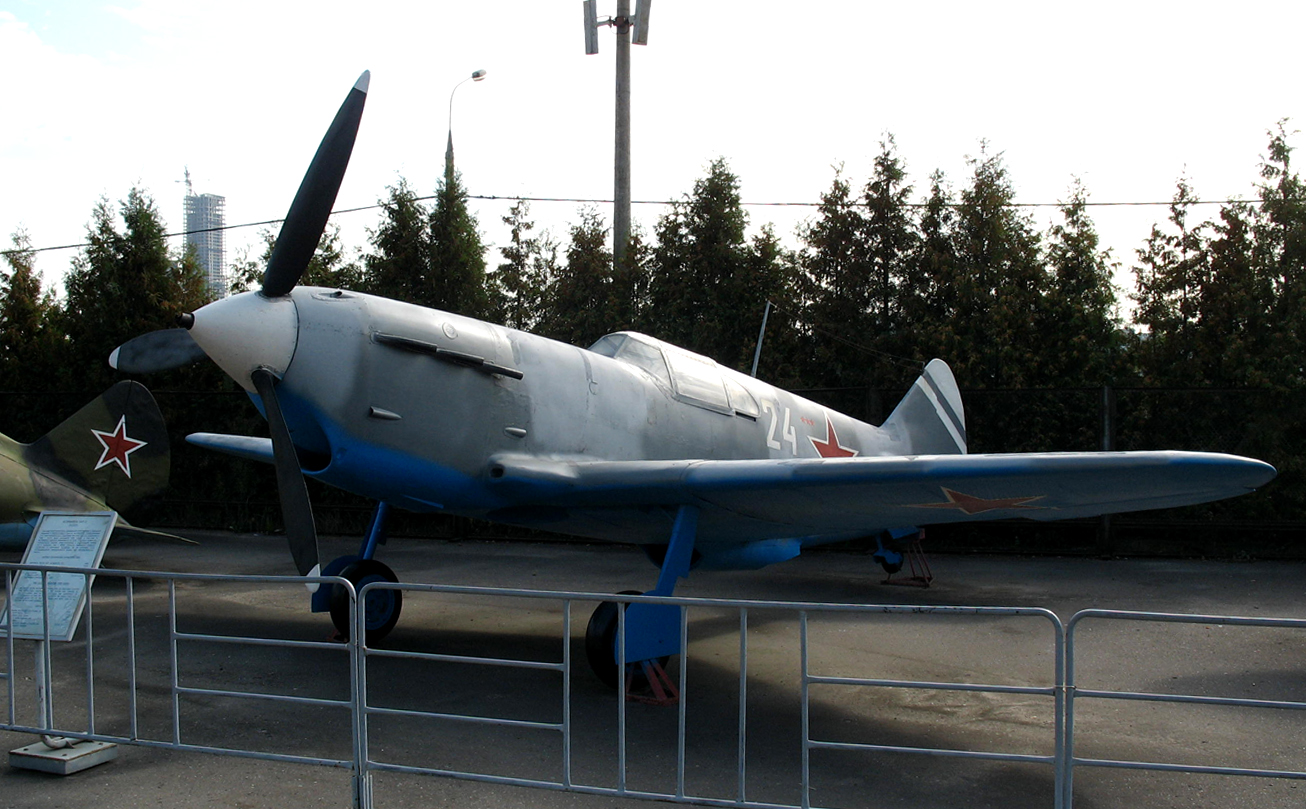
Истребитель ЛаГГ-3 из состава 265-й иад

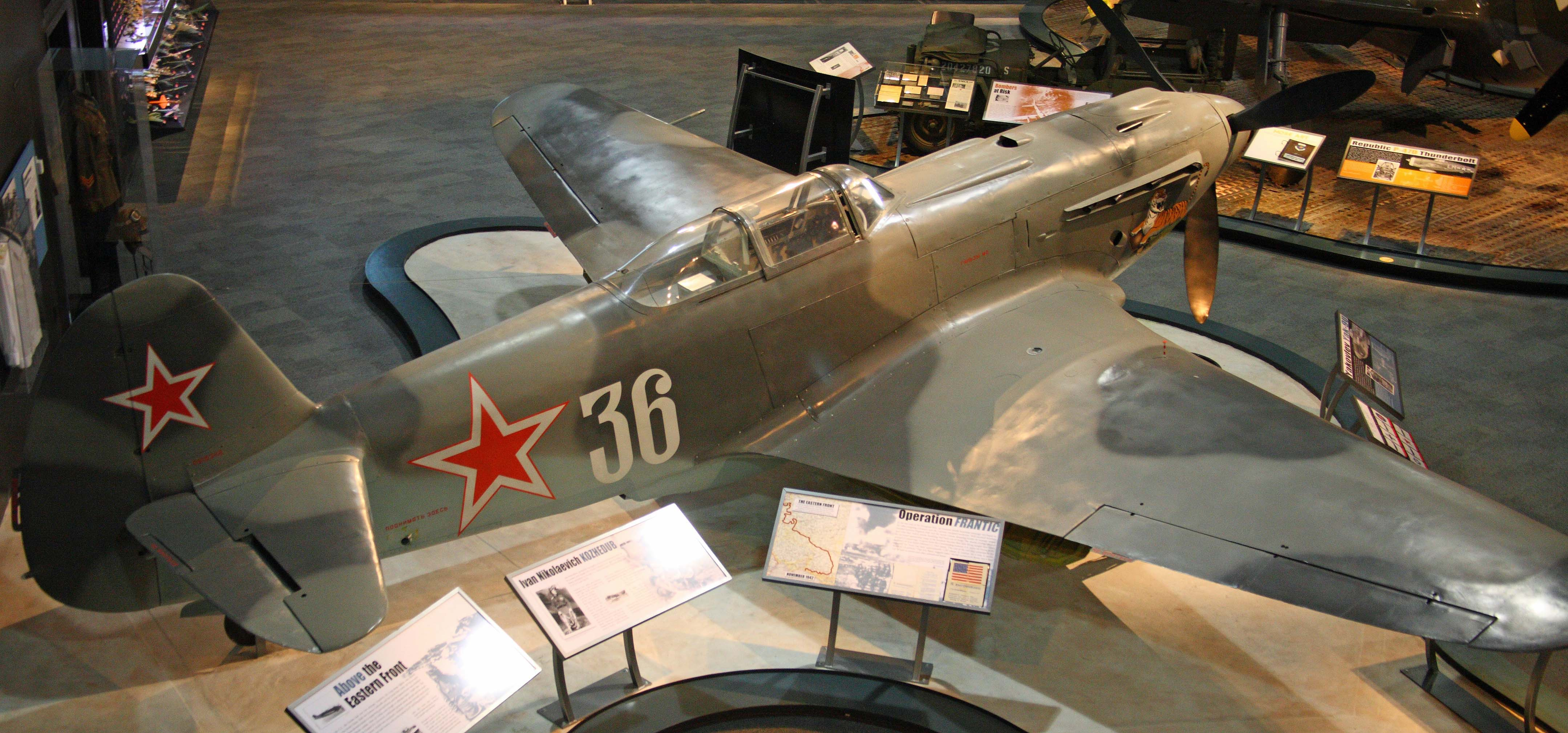
Як-9 из состава корпуса

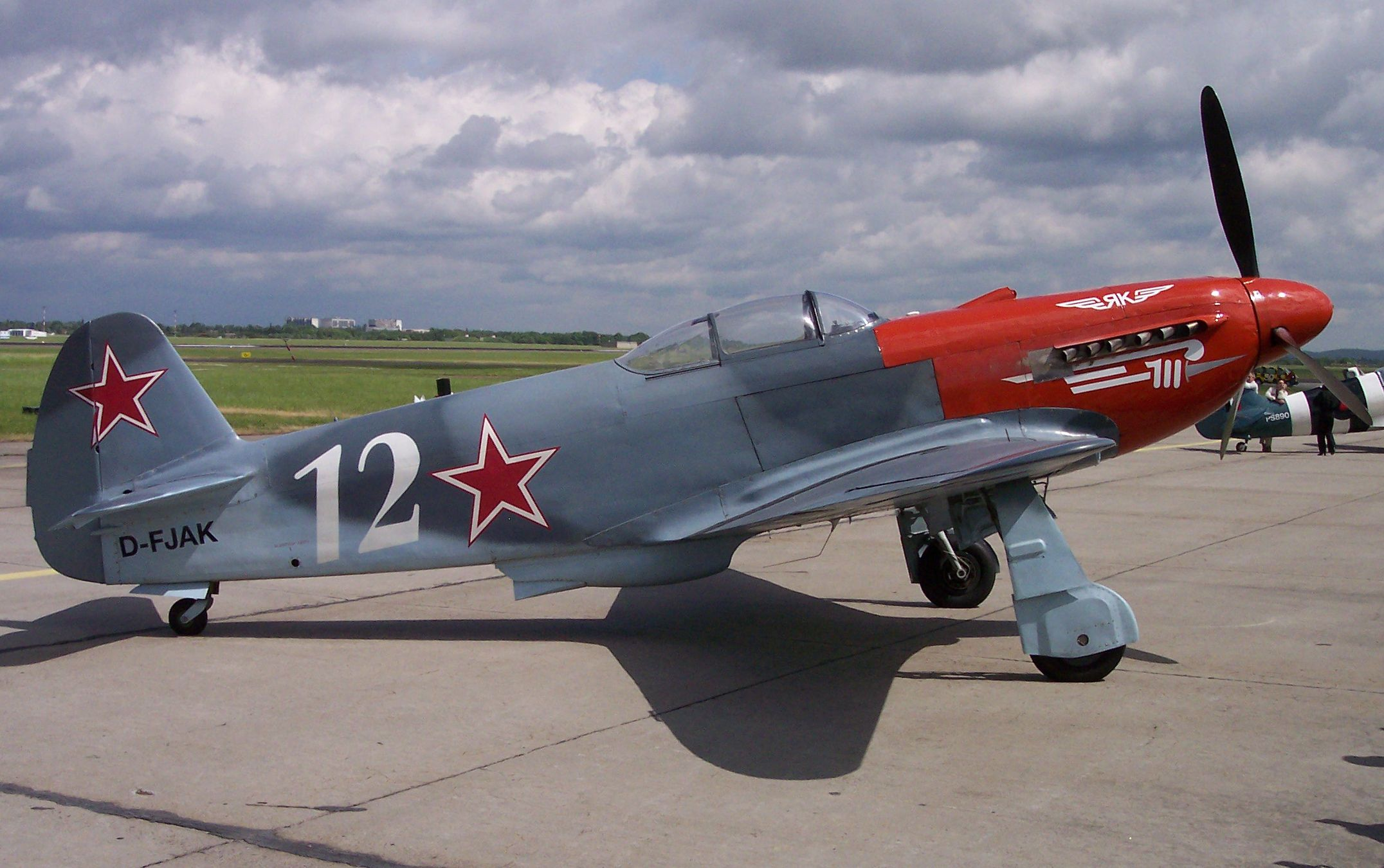
Истребитель Як-3 из состава корпуса

- 265-я истребительная авиационная дивизия (с 07.04.1943 г.)
  - 291-й истребительный авиационный полк
  - 402-й истребительный авиационный полк
  - 812-й истребительный авиационный полк
- 278-я истребительная авиационная дивизия (с 19.04.1943 г.)
  - 15-й истребительный авиационный полк
  - 43-й истребительный авиационный полк
  - 274-й истребительный авиационный полк
- 176-й гвардейский истребительный авиационный полк (с января 1945 года в оперативном подчинении корпуса[4])
- 286-я истребительная авиационная дивизия[4] (с 10.06.1945 г.)
  - 165-й истребительный авиационный полк[4]
  - 721-й истребительный авиационный полк[4]
  - 739-й истребительный авиационный полк[4]
  - 813-й истребительный авиационный полк[4] (с 24.12.1945 г.)
- 408-я отдельная авиационная эскадрилья связи
- 277-я отдельная рота связи
- 42-й отдельный взвод аэрофотослужбы
- 2630-я военно-почтовая станция

## Участие в операциях и битвах
- Воздушное сражение на Кубани[5] с 17 апреля 1943 года по 7 июня 1943 года
- Белгородско-Харьковская стратегическая наступательная операция[5] с 3 августа 1943 года по 23 августа 1943 года
- Донбасская операция[5] с 1 сентября 1943 года по 22 сентября 1943 года
- Мелитопольская операция[5] с 26 сентября 1943 года по 5 ноября 1943 года
- Никопольско-Криворожская операция[5] с 30 января 1944 года по 29 февраля 1944 года
- Крымская операция[5] с 8 апреля 1944 года по 12 мая 1944 года
- Белорусская операция «Багратион»[5] с 23 июня 1944 года по 29 августа 1944 года
- Вильнюсская операция[5] с 5 июля 1944 года по 20 июля 1944 года
- Каунасская наступательная операция[5] с 28 июля 1944 года по 28 августа 1944 года
- Висло-Одерская операция[5] с 12 января 1945 по 3 февраля 1945 года
- Варшавско-Познанская операция[5] с 14 января 1945 года по 3 февраля 1945 года
- Восточно-Померанская операция[5] с 10 февраля 1945 года по 20 марта 1945 года
- Берлинская операция[5] с 16 апреля 1945 года по 8 мая 1945 года

## Резулььтаты боевой деятельности корпуса
За время войны корпусом сбито 1953 самолёта противника

## Почётные наименования
- 3-му истребительному авиационному корпусу присвоено почётное наименование «Никопольский»[7]
- 278-й истребительной авиационной дивизии присвоено почётное наименование «Сибирская»
- 278-й Сибирской истребительной авиационной дивизии присвоено почётное наименование «Сталинская»
- 265-й истребительной авиационной дивизии присвоено почётное наименование «Мелитопольская»[8]
- 43-му истребительному авиационному полку присвоено почётное наименование «Севастопольский».[9]
- 402-му истребительному авиационному полку присвоено почётное наименование «Севастопольский»[9]
- 812-му истребительному авиационному полку присвоено почётное наименование «Севастопольский»[9]
- 15-му истребительному авиационному полку присвоено почётное наименование «Оршанский»[10]
- 274-му истребительному авиационному полку присвоено почётное наименование «Оршанский»[10]
- 291-му истребительному авиационному полку за отличие в боях по прорыву обороны немцев на реке Неман 12 августа 1944 года Приказом НКО СССР присвоено почётное наименование «Неманский»[11]

## Награды
- 3-й истребительный авиационный Никопольский корпус Указом Президиума Верховного Совета СССР от 20 марта 1945 года награждён орденом «Суворова II степени»;
- 3-й истребительный авиационный Никопольский ордена Суворова корпус Указом Президиума Верховного Совета СССР награждён орденом «Кутузова II степени»;
- 265-я истребительная авиационная Мелитопольская дивизия награждена орденом «Боевого Красного Знамени»[12];
- 265-я истребительная авиационная Мелитопольская дивизия награждена орденом «Суворова II степени»[12];
- 278-я истребительная авиационная Сибирско-Сталинская дивизия Указом Президиума Верховного Совета СССР от 25 июля 1944 года награждена орденом «Суворова II степени»[13];
- 278-я истребительная авиационная Сибирско-Сталинская ордена Суворова дивизия Указом Президиума Верховного Совета СССР от 30 ноября 1944 года награждена орденом «Боевого Красного Знамени»;
- 15-й истребительный авиационный Оршанский полк награждён орденом «Боевого Красного Знамени»[13];
- 15-й истребительный авиационный Оршанский Краснознаменный полк Указом Президиума Верховного Совета СССР от 28 мая 1945 года награждён орденом «Суворова III степени»[14];
- 43-й истребительный авиационный Севастопольский полк Указом Президиума Верховного Совета СССР от 10 июля 1944 года награждён орденом «Боевого Красного Знамени»[15];
- 43-й истребительный авиационный Севастопольский Краснознаменный полк награждён орденом «Кутузова III степени»[14];
- 176-й гвардейский истребительный авиационный Проскуровский Краснознаменный ордена Александра Невского полк Указом Президиума Верховного Совета СССР от 2 марта 1945 года награждён орденом «Кутузова III степени»[16];
- 274-й истребительный авиационный Оршанский полк Указом Президиума Верховного Совета СССР от 12 августа 1944 года награждён орденом «Боевого Красного Знамени»[17];
- 274-й истребительный авиационный Оршанский Краснознаменный полк награждён орденом «Кутузова III степени»[14];
- 291-й истребительный авиационный Неманский полк за образцовое выполнение боевых заданий командования в боях при прорыве обороны немцев и наступлении на Берлин и проявленные при этом доблесть и мужество награждён орденом «Суворова III степени»[14];
- 402-й истребительный авиационный Севастопольский полк награждён орденом «Боевого Красного Знамени»[15];
- 402-й истребительный авиационный Севастопольский Краснознаменный полк Указом Президиума Верховного Совета СССР от 26 апреля 1945 года награждён орденом «Суворова III степени»[18];
- 812-й истребительный авиационный Севастопольский полк награждён орденом «Боевого Красного Знамени»[15];
- 812-й истребительный авиационный Севастопольский Краснознаменный полк награждён орденом «Суворова III степени»[14].

## Отличившиеся воины
- Савицкий Евгений Яковлевич, генерал-лейтенант авиации, командир 3-го истребительного авиационного корпуса 16-й воздушной армии 11 мая 1944 года удостоен звания Герой Советского Союза, 02 июня 1945 года удостоен звания Дважды Герой Советского Союза

## Благодарности Верховного Главнокомандования
- За прорыв обороны немцев на их плацдарме южнее города Никополь[19]
- За прорыв сильно укрепленной обороны противника на Перекопском перешейке[20]
- За освобождение города Симферополь[21]
- За освобождение города Севастополь[22]
- За освобождение города Орша[23]
- За овладение городом Минск[24]
- За овладение городом Вильнюс[25]
- За овладение городом и крепостью Каунас (Ковно)[26]
- За овладение городом Варшава[27]
- За овладение городами Сохачев, Скерневице и Лович[28]
- За овладение городами Лодзь, Кутно, Томашув (Томашов), Гостынин и Ленчица[29]
- За овладение городами Влоцлавек, Бжесць-Куявски и Коло[30]
- За овладение городами Хоэнзальца (Иновроцлав), Александров, Аргенау и Лабишин[31]
- За овладение городами Бервальде, Темпельбург, Фалькенбург, Драмбург, Вангерин, Лабес, Фрайенвальде, Шифелъбайн, Регенвальде и Керлин[32]
- За овладение городами Бельгард, Трептов, Грайфенберг, Каммин, Гюльцов, Плате[33]
- За овладение городами Голлнов, Штепенитц и Массов[34]
- За овладение городами Франкфурт-на-Одере, Вандлитц, Ораниенбург, Биркенвердер, Геннигсдорф, Панков, Фридрихсфелъде, Карлсхорст, Кепеник и вступление в столицу Германии город Берлин[35]
- За овладение городами Науен, Эльшталь, Рорбек, Марквардт и Кетцин[36]
- За овладение городами Ратенов, Шпандау, Потсдам[37]
- За овладение городом Бранденбург[38]
- За овладение городом Берлин[39]

## Память
- В Москве в 1973 году в средней школе № 1344 (ныне ГБОУ «Школа № 1420») открыт музей Боевой Славы 3-го истребительного авиационного корпуса[40]

| Як-7УТ | Як-9УМ | Як-7 |